# OSCA
《OSCA》（OSCA，O.S.C.A.）是日本樂團東京事變的第四張單曲，由EMI Music Japan／Virgin Music於2007年7月11日發行。初回限定為「特殊剪裁印刷仕樣、《東京事變 live tour 2007 Spa & Treatment》 門票抽選」。
在單曲銷售成績方面，本張單曲在日本Oricon銷售榜上最高位居單週第2名，名列2007年年度銷售榜第137位。

## 單曲概要
《OSCA》是東京事變繼2005年11月發表《修羅場》後，睽違一年半後再度發行作品。但是椎名林檎在上一張專輯《大人》接受訪問中提到「今後，她想要專心作詞和演唱，作曲則會交給其他成員。」因此，這張單曲的作品均來自於團員們的創作，再加上椎名林檎宛如舞蹈般的演唱，展現出東京事變另外一種面貌。而這樣的改變，竟讓她受到歌迷反應說比較喜歡團員創作的歌曲，不禁讓她自嘲：「那我乾脆就不作曲、專心排練演唱會，讓其他人去跑接下來的宣傳行程好了。」
而也因為這個緣故2006年舉行的《"DOMESTIC!" Just can't help it.》巡迴演唱會上發表了浮雲所創作的歌曲「Mirror Ball」，藉此希望之後的活動能以團員的創作曲目為中心。而本張單曲的A面歌曲「OSCA」便是椎名林檎委託浮雲作詞及作曲的作品，而第二首曲目「小木偶」則是另外一位新團員伊澤一葉的創作曲，第三首曲目「皮包內容」則是伊澤一葉的創作，不過歌詞則是椎名林檎應伊澤一葉之邀而填寫的詞。而在單曲製作的時程上，東京事變主要是利用全國巡迴演唱會《"DOMESTIC!" Just can't help it.》後與椎名林檎與齋藤毅共同創作的新專輯《平成風俗》宣傳之間的空檔所製作的。在單曲封面上，因為A面歌曲「OSCA」是以浮雲為中心的作品，因此單曲封面就是由浮雲握著遙控器，指向電視螢幕。
另外，在接受訪談時，伊澤一葉提到「因為上一張專輯《大人》錄音時，自己罹患了腱鞘炎，導致鋼琴的部分是最後才加上去的。」但是，這一次的錄音是跟團員們一起愉快的錄完，所以才會造成《大人》的編曲看起來比較緻密，相對地《娛樂》相關作品就比較從容。
在單曲發售時程上，歌曲「OSCA」音樂錄影帶最早在2007年6月18日開始接受歌迷視聽，同日，歌曲「OSCA」也開始接受歌迷數位下載。單曲則於7月11日在日本發行，台灣則是等到7月13日才同步發行進口盤與台壓盤。
最後，在單曲銷售成績方面，本張單曲在發行當週以3.7萬張的銷售量在日本Oricon銷售榜上位居第2名，總計在Oriocn銷售榜上榜9週，累積銷售達5.8萬張，名列2007年年度銷售榜第137位。

### 音樂錄影帶
在歌曲「OSCA」的音樂錄影帶中，導演兒玉裕一以紅衣來代表義大利跑車「O.S.C.A」，團員們則是大玩角色扮演，當起了取締超速違規的警官。此外，除了普通版的音樂錄影帶外，更有以跳舞為中心和以團員演奏為中心的版本。椎名林檎表示這首歌的音樂錄影帶讓她想起個唱時期的作品，到處充滿新鮮感與刺激。最後，此首歌的音樂錄影其實是參考blur樂團的歌曲「Music Is My Radar」。

### 獲獎紀錄
MTV Video Music Awards Japan
- BEST VIDEO OF THE YEAR－《OSCA》（提名）

## 曲目
| 東京事變【OSCA】 | 東京事變【OSCA】 | 東京事變【OSCA】 | 東京事變【OSCA】 | 東京事變【OSCA】 |
| 曲序             | 曲目             |                  | 作曲             | 时长             |
| ---------------- | ---------------- | ---------------- | ---------------- | ---------------- |
| 1.               | OSCA             | 浮雲             | 浮雲             | 4:27             |
| 2.               | 小木偶           | 伊澤一葉         | 伊澤一葉         | 4:48             |
| 3.               | 皮包內容         | 椎名林檎         | 伊澤一葉         | 3:27             |
| 总时长：         | 总时长：         | 总时长：         | 总时长：         | 12:42            |

作詞：浮雲（#1）、伊澤一葉（#2）、椎名林檎（#3）
作曲：浮雲（#1）、伊澤一葉（#2,3）
全編曲：東京事變
英譯：Robbie Clark（#3）

### 曲目介紹
1. OSCA（日語：OSCA）
  - 收錄於《娛樂》專輯中

這首歌曲是第二期東京事變的吉他手浮雲原屬樂團PETROLZ的創作曲目，而也曾經被PETROLZ以演唱會錄音的方式用「O.S.C.A.」為名發表在迷你專輯《仮免》（2007年4月1日）中，這代表著這首曲目實際上來說也可以稱作是翻唱曲目。歌詞主要是在敘說不檢點的男人。
OSCA是取自於義大利的跑車O.S.C.A[13]。
2. 小木偶（日語：ピノキオ）
  - 收錄於《深夜節目》專輯中

以鋼琴為主軸的歌曲。
伊澤一葉表示此首歌的靈感是來自於木偶奇遇記（木偶和人類），但是他並不是很了解木偶奇遇記的內容，因此還特地租回家看，但伊澤一葉再寫歌詞時，並不會特別在意人稱，這點也常常被椎名林檎給指出來。
3. 皮包內容（日語：鞄の中身）
  - 收錄於《深夜節目》專輯中

這首歌曲是東京事變第一次將英文翻譯的工作交給團員以外的人。雖然有英文歌詞，但在單曲的歌詞本上僅僅用日語記載，詳細的英文歌詞則是記錄在東京事變解散後所發行的精選專輯《深夜節目》中。

## 批評及評價
音樂網站Hot Express的評論家平賀哲雄認為「OSCA」表現出椎名林檎迷人的聲音，這也是椎名林檎以前的作品中枚沒有看過的。音樂網站CDJournal的評論家平賀哲雄認為這首歌曲表現出椎名林檎迷人的聲音，這也是椎名林檎以前的作品中沒有看過的。音樂網站CDJournal的評論家則特別關注這首歌曲的組成，先慢後快的組合方式，就好像是將許多首歌曲結合起來成為一首歌曲。音樂網站What's In?的評論家則更近一步的表示因為先慢後快的歌曲結構，讓歌曲帶有粗獷搖滾的風格
音樂網站Hot Express的評論家同時也表示「小木偶」這首歌曲就好像在聽椎名林檎的原聲帶專輯《平成風俗》（2007）中的「賭局」這首歌曲。而這樣的曲風也被CDJournal的評論家認為這首歌曲是利用鋼琴彈奏帶有鄉村風格的歌曲。最後，關於「皮包內容」這首歌曲Hot Express的評論家表示這像是六零年代的歌曲，CDJournal的評論家除了認同這樣的觀點外，更覺得這首歌曲就好像是椎名林檎在美國南部的酒吧中表演一樣。

## 演出人員及後製
|  | 後製人員 |

## 銷售排行

### Oricon 銷售榜(日本)
《OSCA》於2007年7月11日發行。發行首週，在日本公信榜Oricon的單曲榜2007年7月第2週付的榜單中以36,914張銷售量居單週第二名。同週第一名是銷售量突破4萬大關的組合Golden Circle feat. 寺岡呼人・松任谷由實・柚子所發行的單曲「Music」。第二週則位居十五位，同週第一、二名分別是女歌手濱崎步的單曲「glitter/fated」及搖滾樂團色情塗鴉的單曲「Link」。總計《OSCA》總共在日本公信榜Oricon的單曲榜上榜9週，累積銷售達5.8萬張。同時在2007年年銷售榜中，《OSCA》以5.8萬張銷售量居全年第137名。
| 名稱               | Oricon銷售榜 | 最高  | 最高   | 總銷售量 | 累積上榜次數 |
| 名稱               | Oricon銷售榜 | 排 行 | 銷售量 | 總銷售量 | 累積上榜次數 |
| ------------------ | ------------ | ----- | ------ | -------- | ------------ |
| 2007年7月11日 OSCA | 週銷售排行榜 | #2    | 36,914 | 57,975   | 9週          |
| 2007年7月11日 OSCA | 月銷售排行榜 | #14   | 47,069 | 57,975   | 9週          |
| 2007年7月11日 OSCA | 年銷售排行榜 | #137  | 57,975 | 57,975   | 9週          |

### 其他銷售榜
| 排行榜名稱                        | 最高排名 |
| --------------------------------- | -------- |
| (日本) Soundscan：CD Single Top 2 | #2       |
| (日本) J-WAVE：Tokio Hot 100      | #1       |
| (日本) CDTV Top 100               | #2       |
| (台灣) 五大唱片：日韓榜           | #10      |

## 發行歷史
| 國家 | 發行日期      | 發行形式       | 唱片公司                      | 商品編號      |
| ---- | ------------- | -------------- | ----------------------------- | ------------- |
| 日本 | 2007年6月18日 | 數位下載       | EMI Music Japan／Virgin Music | -             |
| 日本 | 2007年7月11日 | CD             | EMI Music Japan／Virgin Music | TOCT-40125    |
| 韓國 | 2007年7月11日 | 數位下載       | EMI                           | -             |
| 台灣 | 2007年7月13日 | CD(進口初回盤) | EMI Music Japan／Virgin Music | TOCT-40125    |
| 台灣 | 2007年7月13日 | CD(台壓盤)     | 金牌大風                      | 5099950317424 |

## 宣傳行程
| 類型   | 日期       | 名稱                                         |
| ------ | ---------- | -------------------------------------------- |
| 雜誌   | 2007/07/04 | 【GyaO Magazine】                            |
| 雜誌   | 2007/07/13 | 【Oricon style】                             |
| 雜誌   | 2007/07/14 | 【MUSICA】表紙＋特集                         |
| 雜誌   | 2007/07/18 | 【BARFOUT!】                                 |
| 雜誌   | 2007/07/20 | 【rockin'on JAPAN】07事變始動&第1彈單曲專訪  |
| 唱片行 | 2007/07/05 | 【TOWER RECORDS】TOWER                       |
| 唱片行 | 2007/07/20 | 【HMV】musicmaster                           |
| 網站   | 2007/07    | 【ShowTime】特集網頁                         |
| 網站   | 2007/07    | 【BENT】「OSCA」音樂錄影帶                   |
| 網站   | 2007/07    | 【MSN Music】特集網頁                        |
| 網站   | 2007/07    | 【goo音樂】特集網頁                          |
| 網站   | 2007/07    | 【ListenJapan】特集網頁                      |
| 網站   | 2007/07    | 【OngGen】特集網頁                           |
| 網站   | 2007/07    | 【gage】特集網頁                             |
| 網站   | 2007/07    | 【WHAT's IN? WEB】音樂錄影帶試聽             |
| 網站   | 2007/07    | 【excite】特集網頁                           |
| 網站   | 2007/07    | 【BIGLOBE】特集網頁                          |
| 網站   | 2007/07    | 【YAHOO!動畫】「OSCA」音樂錄影帶完整試聽     |
| 網站   | 2007/07    | 【GYAO】「OSCA」音樂錄影帶完整試聽           |
| 網站   | 2007/07    | 【AMAZON.com】7.11Sg「OSCA」"DEEP DIVE"      |
| 手機   | 2007/07    | 【i-mode】Oricon音樂情報 CD。音樂Cafe 特集   |
| 手機   | 2007/07    | 【SoftBank】Oricon音樂情報 CD。音樂Cafe 特集 |
| 手機   | 2007/07    | 【Ezweb】Oricon音樂情報 CD。音樂Cafe 特集    |

## 脚注